# Rozciąganie i ściskanie
Najprostszym stanem naprężenia z jakim mamy do czynienia w wytrzymałości materiałów jest stan wywoływany w prostym pręcie pryzmatycznym przez takie obciążenie zewnętrzne jego przekrojów brzegowych (końców pręta), które sprowadza się do powstawania w przekrojach pręta jedynie naprężeń normalnych {\displaystyle \sigma _{n}}. W zależności od sposobu działania obciążeń, naprężenia te mogą być albo dodatnie (rozciąganie) albo ujemne (ściskanie).

## Czyste rozciąganie/ściskanie
W przypadku, gdy w przekrojach brzegowych pręta {\displaystyle \sigma _{n}=\mathrm {const} ,} w każdym z przekrojów pośrednich mamy do czynienia z czystym rozciąganiem (lub ściskaniem) osiowym. Do tego przypadku, dzięki zasadzie de Saint Venanta, możemy również sprowadzić przypadek działania osiowych sił skupionych {\displaystyle P} na końcach. Jednak tym razem założenie, że {\displaystyle \sigma _{n}={\frac {N}{A}}=\mathrm {const} } (gdzie: {\displaystyle A} jest polem przekroju, a {\displaystyle N=P} podłużną siłą przekrojową) spełnione jest dopiero w przekrojach dostatecznie odległych od końców pręta (o 1.0d do 1.5d – d większy z wymiarów przekroju). W pobliżu jego końców rozkład naprężeń {\displaystyle \sigma _{n}\neq \mathrm {const} .}
Na szkicach pokazano dwa przypadki osiowego rozciągania.

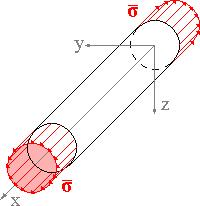
Rozciąganie czyste

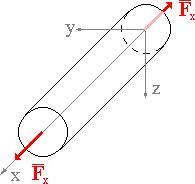
Rozciąganie proste

W niektórych źródłach pierwszy z tych przypadków określany jest jako rozciąganie czyste, a drugi jako rozciąganie proste.
W teorii sprężystości dla czystego, osiowego rozciągania (również dla czystego ściskania, tzn. gdy {\displaystyle \sigma <0}) korzysta się z tensorów:
- naprężenia

{\displaystyle \sigma _{ij}={\begin{pmatrix}{\sigma }&0&0\\0&0&0\\0&0&0\end{pmatrix}},}
- odkształcenia

{\displaystyle \varepsilon _{ij}={\begin{pmatrix}{\frac {\sigma }{E}}&0&0\\0&-\nu {\frac {\sigma }{E}}&0\\0&0&-\nu {\frac {\sigma }{E}}\end{pmatrix}},}
gdzie:
{\displaystyle E} – moduł Younga,
{\displaystyle \nu } – współczynnik Poissona.
Tensory te występują w zapisie uogólnionego prawa Hooke’a, którego szczególnym, najprostszym przypadkiem jest elementarny związek {\displaystyle \sigma _{n}=E\varepsilon _{n}} pomiędzy naprężeniem normalnym w poprzecznym przekroju pręta, a wywołanym przez nie, jednostkowym odkształceniem osiowym.

## Rozciąganie (ściskanie) mimośrodowe
Dotychczas rozważaliśmy przypadek dokładnie osiowego działania siły podłużnej {\displaystyle N,} co skutkowało brakiem występowania momentów zginających w przekroju poprzecznym pręta. W praktyce mamy jednak najczęściej do czynienia z takimi przypadkami, w których siła {\displaystyle N} działa mimośrodowo względem środka ciężkości przekroju poprzecznego i dlatego powoduje w ogólności dwuosiowe zginanie pręta. Oznaczając jego oś przez {\displaystyle 0x,} a mimośrody działania siły {\displaystyle N} odpowiednio przez {\displaystyle e_{y}} i {\displaystyle e_{z},} otrzymujemy na naprężenia normalne wzór
{\displaystyle \sigma _{n}={\frac {N}{A}}-{\frac {M_{z}}{J_{z}}}y+{\frac {M_{y}}{J_{y}}}z={\frac {N}{A}}\left[1-{\frac {e_{y}}{i_{y}^{2}}}y+{\frac {e_{z}}{i_{z}^{2}}}z\right],}
w którym {\displaystyle i_{y},} {\displaystyle i_{z}} są tzw. promieniami bezwładności przekroju poprzecznego.

## Rdzeń przekroju
Osią obojętną przekroju poprzecznego nazywana jest prosta będąca miejscem geometrycznym punktów, w których spełniony jest warunek {\displaystyle \sigma _{n}=0.} Równanie tej prostej ma postać
{\displaystyle 1-{\frac {e_{y}}{i_{y}^{2}}}y+{\frac {e_{z}}{i_{z}^{2}}}z=0,}
z której wynika, że w zależności od wartości mimośrodów {\displaystyle e_{y},} {\displaystyle e_{z}} prosta ta może albo 1) przekrój przecinać albo też 2) leżeć poza tym przekrojem. W przypadku 1) część przekroju jest ściskana, a druga – rozciągana. Przypadek 2) zachodzi, gdy cały przekrój jest ściskany (albo rozciągany). Przy projektowaniu konstrukcji z materiałów o niskiej lub żadnej wytrzymałości na rozciąganie (np. sklepienia łukowe lub mury oporowe budowane z kamieni lub cegieł bez zaprawy) dąży się właśnie do tego, aby jej przekroje pracowały tylko na ściskanie.
Rdzeniem przekroju nazywamy miejsce geometryczne punktów o takich wartościach współrzędnych {\displaystyle e_{y},} {\displaystyle e_{z}} punktów przyłożenia siły {\displaystyle N,} które spełniają w całym przekroju poprzecznym pręta warunek {\displaystyle \sigma _{n}<0} (albo {\displaystyle \sigma _{n}>0}).
Rdzeń przekroju jest wielokątem wypukłym, którego wierzchołki odpowiadają liniom ograniczającym kształty konturu przekroju poprzecznego. Boki tego wielokąta – z kolei – odpowiadają wierzchołkom konturu przekroju.

## Linia ciśnień
Przy projektowaniu łuków i murów oporowych z materiałów o znikomej wytrzymałości na rozciąganie dąży się do tego, aby we wszystkich projektowanych przekrojach położenie działającej w nich siły podłużnej {\displaystyle N} (określone przez mimośrody {\displaystyle e_{y}} i {\displaystyle e_{z}}) znajdowało się wewnątrz lub na brzegu rdzenia przekroju. Linia łącząca w kolejnych przekrojach punkty o współrzędnych {\displaystyle e_{y}} i {\displaystyle e_{z}} nosi nazwę linii ciśnień.

## Warunki projektowania
Pręty rozciągane i ściskane projektuje się ze względu na możliwość wystąpienia stanów niebezpiecznych:
- graniczny stan nośności – naprężenia nie mogą przekroczyć wytrzymałości na ściskanie (rozciąganie) {\displaystyle \sigma ^{max}={\frac {F_{x}^{max}}{A}}<R_{s}(R_{r}),}
- graniczny stan użytkowania – odkształcenia nie mogą przekraczać wartości dopuszczalnych określonych przez właściwe normy (dotyczy to np. ugięć belek stropowych z uwagi na odpadanie tynku),
- skrócenie (lub wydłużenie) pręta nie może przekroczyć wartości dopuszczalnej {\displaystyle \Delta L=\left|{\frac {F_{x}l}{AE}}\right|<\Delta L_{dop}}

lub gdy siła osiowa {\displaystyle F_{x}} nie jest stała na długości pręta (jest funkcją zmiennej {\displaystyle x}): {\displaystyle \Delta L=\left|\int \limits _{0}^{l}~{\frac {F_{x}(x)}{AE}}dx\right|<\Delta L_{dop},}
gdzie: {\displaystyle l} jest długością początkową pręta.
Dodatkowym, istotnym warunkiem jest żądanie, aby pręt nie ulegał wyboczeniu.

## Badania wytrzymałościowe
W procesach technologicznych, jakim poddawane są rozmaite materiały, podstawowe znaczenie mają dane dotyczące ich wytrzymałości na rozciąganie i ściskanie.
W przypadku materiałów ciągliwych badania przeprowadzane są na tzw. zrywarkach. Urządzenia te rozciągają próbki materiału o znormalizowanych kształtach i rejestrują wykresy wartości sił rozciągających w funkcji wydłużeń osi próbki. Z wykresów tych można odczytać wartości działających sił, przy których następuje najpierw tzw. płynięcie materiału (granica plastyczności {\displaystyle R_{pl}}), a następnie zerwanie próbki (granica wytrzymałości {\displaystyle R_{r}}).
Materiały kruche bywają zazwyczaj badane tylko na ściskanie przy pomocy odpowiednich pras. Interesuje nas w tym przypadku tylko granica wytrzymałości {\displaystyle R_{s},} gdyż w materiałach tych zjawiska płynięcia nie występują.
Poniższe tabele prezentują przykładowe dane dotyczące wytrzymałości ciał stałych na ściskanie i rozciąganie:
| Substancja        | {\displaystyle R_{s}} [MPa] |
| ----------------- | --------------------------- |
| Diament           | 17 000                      |
| Azotek krzemu     | 3000                        |
| Korund            | 2400                        |
| Dwutlenek cyrkonu | 2100                        |
| Węglik krzemu     | 2000                        |
| Szkło kwarcowe    | 1100                        |
| Porcelana         | 500                         |
| Kość              | 150                         |
| Lód (0 °C)        | 3                           |
| Styropian         | ~1                          |

| Substancja     | {\displaystyle R_{r}} [MPa] | {\displaystyle \delta } [%] |
| -------------- | --------------------------- | --------------------------- |
| Włókno szklane | 4000                        | 4                           |
| Diament        | 1800                        |                             |
| Wolfram        | 1715                        | 2                           |
| Brąz berylowy  | 1000                        | <50                         |
| Teflon         | 20                          | 300                         |
| Cyna           | 14                          | 70                          |
| Ołów           | 14                          | 50                          |
| Beton          | 2–5                         |                             |
| Styropian      | 0,3                         |                             |

| Nazwa materiału          | {\displaystyle R_{r}[kG/cm^{2}]} | {\displaystyle R_{s}[kG/cm^{2}]} |
| ------------------------ | -------------------------------- | -------------------------------- |
| Stal konstrukcyjna       | 3800 do 4200                     | –                                |
| Stal maszynowa           | 3200 do 8000                     | –                                |
| Stal szynowa             | 7000 do 8000                     | –                                |
| Specjalna stal maszynowa | 7500 do 10000                    | –                                |
| Żeliwo szare             | 1700 do 2500                     | 6000 do 10000                    |
| Stopy miedzi             | 2200 do 5000                     | –                                |
| Drewno (sosna)           | 800                              | 400                              |
| Kamień                   | –                                | 100 do 5000                      |
| Beton                    | –                                | 50 do 350                        |

gdzie: {\displaystyle R_{r}} – wytrzymałość na rozciąganie,
{\displaystyle R_{s}} – wytrzymałość na ściskanie,
{\displaystyle \delta } – względne wydłużenie w chwili zerwania.

## Wyboczenie
Błędem byłoby przypuszczać, że różnica między ściskaniem i rozciąganiem, sprowadza się tylko do uwzględnienia znaku „minus” odpowiednich wielkości występujących we wzorach. W rzeczywistości nigdy praktycznie nie zdarza się sytuacja, w której pręt ściskany zostaje zniszczony na skutek przekroczenia jego wytrzymałości na ściskanie. Wcześniej zachodzi zjawisko wyboczenia polegające na tym, że z powodu niedokładnego wykonania (którego nie da się w praktyce uniknąć) lub też w wyniku zaburzenia struktury samego materiału, pręt jest ściskany mimośrodowo i zaczyna się wyginać. Wtedy w tensorze naprężeń pojawiają się dodatkowe składowe o wartościach niezerowych i mamy do czynienia z zagadnieniem innym niż czyste ściskanie.